# Comuna de Koneck
Koneck (polaco: Gmina Koneck) é uma gminy (comuna) na Polónia, na voivodia de Cujávia-Pomerânia e no condado de Aleksandrowski. A sede do condado é a cidade de Koneck.
De acordo com os censos de 2004, a comuna tem 3434 habitantes, com uma densidade 50,4 hab/km².

## Área
Estende-se por uma área de 68,13 km², incluindo:
- área agricola: 84%
- área florestal: 7%

## Demografia
Dados de 30 de Junho 2004:
|                      | Total   | Total | Mulheres | Mulheres | Homens  | Homens |
| -------------------- | ------- | ----- | -------- | -------- | ------- | ------ |
|                      | pessoas | %     | pessoas  | %        | pessoas | %      |
| População            | 3434    | 100   | 1682     | 49       | 1752    | 51     |
| Densidade (pop./km²) | 50,4    | 100   | 24,7     | 24,7     | 25,7    | 25,7   |

De acordo com dados de 2002, o rendimento médio per capita ascendia a 1271,81 zł.

## Subdivisões
- Brzeźno, Chromowola, Jeziorno, Kajetanowo, Kamieniec, Koneck, Kruszynek, Kruszynek-Kolonia, Młynek, Opalanka, Ossówka, Pomiany, Romanowo, Spoczynek, Straszewo, Święte, Zapustek, Zazdromin, Żołnowo.